# Baliza Teniente Sahores
La Baliza Teniente Sahores fue una baliza no habitada de la Armada Argentina ubicada en la península Corbeta Uruguay de la isla Thule (o Morrell) del grupo Tule del Sur de las islas Sandwich del Sur. Fue instalada el 14 de diciembre de 1955. El nombre de la baliza homenajea al oficial Alejandro Sahores, fallecido durante los enfrentamientos armados del golpe de Estado de la Revolución Libertadora que interrumpió al gobierno de Juan Domingo Perón.
La baliza fue instalada cuando el cercano refugio Teniente Esquivel fue ocupado, siendo la primera ocupación humana del archipiélago del Sandwich del Sur por un tiempo prolongado. La baliza se encontraba cerca de la punta Hewison y tenía 5,40 metros de altura. En noviembre de 2004, un barco ruso en un viaje turístico visitó la isla, declarando que en el sitio solo estaban las instalaciones argentinas destruidas, incluyendo los restos de las balizas del área.